# Carnaval de Badajoz 2017
La XXXVII edición del carnaval de Badajoz comenzó oficialmente el 24 de febrero de 2017 y finalizó el 28 de febrero de 2017

## Pregón
El pregón se realizó el día 24 de febrero de 2017 y los encargados de realizarlo fueron la actriz Loles León y el director de cine Julián Quintanilla.

## Tamborada
| Pos. | Comparsa            |
| ---- | ------------------- |
| 1    | Los Mismos          |
| 2    | Lancelot            |
| 3    | Los Desertores      |
| 4    | Caribe              |
| 5    | Cambalada           |
| 6    | La Movida           |
| 7    | Infectos acelerados |
| 8    | La Bullanguera      |
| 9    | Vaivén              |
| 10   | Los Pirulfos        |
| 11   | Moracantana         |
| 12   | Umsuka-Imbali       |

En esta edición fueron declaradas ganadoras a todas las comparsas participantes en la tamborada 2017 por el mérito de haber continuado con el espectáculo a pesar de la lluvia.

## Concurso de Murgas

### Preliminares
Lunes, 13 de febrero:
| Pos. | Murgas                                    |
| ---- | ----------------------------------------- |
| 1    | Los Callejeros se transforman             |
| 2    | Pixa a la Fulaneska (Pixa a la Pikareska) |
| 3    | Los Irresistibles de "A Contragolpe"      |
| 4    | Ke Ratito Más agradable con glamour       |
| 5    | 20 D'copas en el teatro te vigila         |
| 6    | Los Mirinda presentan "un pelotazo"       |

Martes, 14 de febrero:
| Pos. | Murgas                     |
| ---- | -------------------------- |
| 1    | Serendipity                |
| 2    | Las Cimixurris             |
| 3    | Los Caballotas             |
| 4    | Dakipakasa "El 6º sentido" |
| 5    | Los 3w van por su cuenta   |

Miércoles, 15 de febrero:
| Pos. | Murgas                                         |
| ---- | ---------------------------------------------- |
| 1    | Los Indecisos                                  |
| 2    | Los Chalaos entran al trapo                    |
| 3    | Yo no salgo                                    |
| 4    | El guardián de la calle, "Los Hechiceros"      |
| 5    | Las Sospechosas oyen campanas y no saben donde |
| 6    | Divinity Water Closet                          |

Jueves, 16 de febrero:
| Pos. | Murgas                                        |
| ---- | --------------------------------------------- |
| 1    | Las Polichinelas te dan la vara               |
| 2    | Murguer Queen                                 |
| 3    | Esto está ganao                               |
| 4    | La Mascarada: Al que le pique que se arrasque |
| 5    | Las Taifas "Los Taifas pierden el norte"      |
| 6    | Los Espantaperros                             |

Viernes, 17 de febrero:
| Pos. | Murgas                                            |
| ---- | ------------------------------------------------- |
| 1    | Marwan, "Los negativos"                           |
| 2    | Pa 4 días conquista despacio                      |
| 3    | Al-Maridi desciende de conquistadores             |
| 4    | Los del año pasao                                 |
| 5    | Los Chungos presentan "Un monstruo viene a verme" |

### Concurso de Murgas infantiles y juveniles
Sábado, 18 de febrero:
El concurso de murgas infantiles se celebró a las 10:30 en el Teatro López de Ayala
| Pos. | Murgas                                               | Centro               |
| ---- | ---------------------------------------------------- | -------------------- |
| 1    | Las mamás no pueden con su bebé                      | Puebla de Obando     |
| 2    | El Pelotón olvidado                                  | Sto Tomás            |
| 3    | Guardianas de la Libertad                            | Maristas 2           |
| 4    | Con mis cangrejeras te enseño el mundo de ahí afuera | Arias Montano        |
| 5    | 200 años de batallón                                 | Maristas             |
| 6    | Esta murga es la caña                                | Santa María Assumpta |
| 7    | La murga del Pastor Sito coge forma                  | Pastor Sito          |
| 8    | Los del cerrito son todos unos fieras                | Cerro de Reyes       |
| 9    | Por un mal experimento, así me encuentro             | Enrique Iglesias 2   |
| 10   | Los Guadalupines                                     | Guadalupe            |
| 11   | Los Enriquenautas                                    | Enrique Iglesias     |

El concurso de murgas juveniles se celebró a las 18:00 en el Teatro López de Ayala
| Pos. | Murgas                                        | Centro                 |
| ---- | --------------------------------------------- | ---------------------- |
| 1    | Los niños los que los cuentos cuentan         | Fuente del Maestre     |
| 2    | Las del Porche y la magia de Febrero          | Santa María Assumpta   |
| 3    | Los InVisibles                                | Olivenza               |
| 4    | El Diocesano viene a dar el cante             | San Atón               |
| 5    | Los del otro continente                       | Bailes Regionales      |
| 6    | La Compañía te trae los duendes de la tierra  | Santa María Assumpta 2 |
| 7    | La boda secreta de Lola Flores y el Pescailla | Puebla de Obando       |
| 8    | Lo hacemos de miedo                           | Guadalupe              |
| 9    | Vamos sin ganas a partir la pana              | Maristas               |

### Semifinales
Lunes, 20 de febrero:
| Pos. | Murgas          |
| ---- | --------------- |
| 1    | A contragolpe   |
| 2    | Los Miranda     |
| 3    | Serendipity     |
| 4    | Las Chimixurris |
| 5    | Los Caballotas  |

Martes, 21 de febrero:
| Pos. | Murgas           |
| ---- | ---------------- |
| 1    | Dakipakasa       |
| 2    | Los 3W           |
| 3    | Yo no salgo      |
| 4    | Water Closet     |
| 5    | Las Polichinelas |

Miércoles, 22 de febrero:
| Pos. | Murgas                                    |
| ---- | ----------------------------------------- |
| 1    | Esto está ganao (El grupo Chiki y Regaña) |
| 2    | Los Espantaperros                         |
| 3    | Marwan                                    |
| 4    | Al Maridi                                 |
| 5    | Los Chungos                               |

### Final
La final se celebró el día 24 de febrero en el Teatro López de Ayala de Badajoz
| Pos. | Murgas                                       | Clas. |                   |
| ---- | -------------------------------------------- | ----- | ----------------- |
| 1    | Al Maridi                                    | 1     | Medalla de oro    |
| 2    | Esto está ganao (El grupo de Chiki y Regaña) | 2     | Medalla de plata  |
| 3    | Los 3W                                       | 8     |                   |
| 4    | Water Closet                                 | 3     | Medalla de bronce |
| 5    | Dakipakasa                                   | 4     |                   |
| 6    | Los Mirinda                                  | 6     |                   |
| 7    | Las Chimixurris                              | 5     |                   |
| 8    | Los Chungos                                  | 7     |                   |

## Desfiles de comparsas

### Desfile de comparsas Infantil
El desfile infantil saldrá el viernes 24 de febrero a las 17 horas, realizando el siguiente recorrido: Avenida de Europa, Plaza Dragones Hernán Cortés, plaza de Minayo, calle Obispo San Juan de Ribera y plaza de España.
| Pos. | Artefactos                          | Clas.                    |
| ---- | ----------------------------------- | ------------------------ |
| 1    | La Bullanguera                      |                          |
| 2    | Meraki                              |                          |
| 3    | Los Pirulfos                        | 4.º premio               |
| 4    | La Fussión                          | 2.º accésit (compartido) |
| 5    | Camalotes del Guadiana              |                          |
| 6    | Achiweyba                           | 5.º accésit              |
| 7    | Atahualpa                           |                          |
| 8    | Los Soletes                         | 1.er accésit             |
| 9    | Los Infectos Acelerados             |                          |
| 10   | Las Monjas                          | 3.er premio              |
| 11   | Umsuka-Imbali                       |                          |
| 12   | Los Lingotes                        | 1.er premio              |
| 13   | Vas Como Quieres                    |                          |
| 14   | Lancelot                            |                          |
| 15   | Los Pío Pío                         |                          |
| 16   | Caribe                              |                          |
| 17   | Caretos Salvavidas                  |                          |
| 18   | Yuyubas                             |                          |
| 19   | Moracantana                         |                          |
| 20   | Valkerai                            |                          |
| 21   | La Kochera                          |                          |
| 22   | El Recreo                           | 3.er accésit             |
| 23   | Wailuku                             | 2.º accésit (compartido) |
| 24   | La Movida                           |                          |
| 25   | Los Desertores                      |                          |
| 26   | Dekebais                            | 4.º accésit (compartido) |
| 27   | Montihuakán                         |                          |
| 28   | Los Mismos                          |                          |
| 29   | El Vaivén                           | 4.º accésit (compartido) |
| 30   | Ke ratito más agradable con glamour |                          |
| 31   | Shantala                            |                          |
| 32   | La Pava and Company                 | 5.º premio               |
| 33   | Cambalada                           |                          |
| 34   | Balumba                             |                          |
| 35   | Estaribé                            |                          |
| 36   | Los Rikis                           | 2.º premio               |
| 37   | Donde Vamos La Liamos               | 2.º accésit (compartido) |

### Gran desfile de comparsas, grupos menores y artefactos
El desfile de comparas, grupos menores y artefactos saldrá el domingo 26 de febrero a las 12 de la mañana, realizando el siguiente recorrido: Salida en la confluencia del Puente de la Universidad con la Avenida Santa Marina, Enrique Segura Otaño, Avenida de Europa, Plaza Dragones Hernán Cortés
En esta edición debutaron en Badajoz las comparsas: Anuva, Aquelarre, Meraki y Valkerai.
| Pos. | Comparsa                                  | Localidad                      | Debut | Pers. | Eslogan                                                           | Clas.                     |
| ---- | ----------------------------------------- | ------------------------------ | ----- | ----- | ----------------------------------------------------------------- | ------------------------- |
| 1    | Los Mismos                                | Guadiana del Caudillo          | 2002  | 140   | Los mismos, ¡que majos!                                           | 4.º accésit               |
| 2    | Los riki's                                | Arroyo de San Serván           | 2011  | 70    | Madagascar                                                        |                           |
| 3    | Colorido sobre ruedas, Gente sin barreras | Badajoz                        | 2000  | 84    | Up, una comparsa de altura                                        |                           |
| 4    | Umsuka-Imbali                             | Badajoz                        | 2015  | 156   | Pesadilla antes de Navidad                                        |                           |
| 5    | Vas como quieres                          | Puebla de la Calzada           | -     | 100   | Indios Americanos                                                 |                           |
| 6    | Shantala                                  | Pueblonuevo del Guadiana       | 2013  | 130   | Opera de Mozart... Música, maestro                                | 12.º accésit              |
| 7    | La Pava and Company                       | Torremejía                     | 1996  | 130   | Bonaparte: La Revolución                                          | 11.º accésit (compartido) |
| 8    | Montihuakán                               | Montijo                        | 2014  | 82    | Si puedes soñarlo, puedes hacerlo                                 |                           |
| 9    | La Movida                                 | Gévora                         | 1994  | 65    | Deja volar tu imaginación... La Movida será tu mejor atracción    |                           |
| 10   | Los Soletes                               | Badajoz                        | 1989  | 85    | De africanos vamos y como aborígenes bailamos                     |                           |
| 11   | Meraki                                    | Valdebotoa                     | 2017  | 140   | 3, 2, 1, cámara y acción                                          |                           |
| 12   | Atahualpa                                 | Talavera la Real               | 1995  | 140   | Carnaval de Brasil                                                | 11.º accésit (compartido) |
| 13   | Caretos Salvavidas                        | Badajoz                        | 1988  | 101   | Caretos Salvavidas mira a Colombia                                |                           |
| 14   | Los Desertores                            | Badajoz                        | 1989  | 85    | La diversión de la Edad Media                                     |                           |
| 15   | Marabunta                                 | Valdelacalzada                 | 2014  | 110   | La última monarquía                                               | 5.º accésit               |
| 16   | Wailuku                                   | Badajoz                        | 1992  | 125   | Wailuku Feel Fashion                                              | 1.er accésit              |
| 17   | Donde vamos la liamos                     | Olivenza                       | 2013  | 140   | Te pone los dientes largos                                        | 2.º accésit               |
| 18   | Los Lingotes                              | Talavera la Real               | 1996  | 237   | El tesoro de oriente medio                                        | 1.er Premio               |
| 19   | La Kochera                                | Puebla de la Calzada           | 2001  | 216   | La Kochera                                                        | 6.º accésit               |
| 20   | Valkerai                                  | Talavera la Real               | 2017  | 60    | Valkerai                                                          |                           |
| 21   | Lancelot                                  | Badajoz                        | 1985  | 60    | Lancelot Super Bowl                                               |                           |
| 22   | Anuva                                     | Barcarrota                     | 2017  | 114   | Fantasía Gitana                                                   |                           |
| 23   | Los de siempre                            | La Garrovilla                  | 2010  | 110   | Goyescos                                                          |                           |
| 24   | Los Pío Pío                               | Badajoz                        | 2015  | 85    | Mosquepío                                                         |                           |
| 25   | Los Tukanes                               | Alange                         | 2011  | 90    | Hollywood cinema                                                  | 7.º accésit               |
| 26   | Los Colegas                               | Miajadas                       | 2014  | 150   | Al-Ándalus                                                        | 3.er premio               |
| 27   | La Fussión                                | Calamonte Arroyo de San Serván | 2014  | 70    | La Fussion en un mundo ideal                                      |                           |
| 28   | Las Monjas                                | Torremejía                     | 1996  | 130   | Al-Sultán                                                         | 2.º premio                |
| 29   | Infectos acelerados                       | Badajoz                        | 1985  | 111   | Juradín, juradín, Los Infectos Acelerados van de arlequín         |                           |
| 30   | Dekebais                                  | Badajoz                        | 1985  | 130   | Dekebais                                                          | 3.er accésit (compartido) |
| 31   | Vendaval                                  | Badajoz                        | 1981  | 68    | Vendaval de cuento                                                |                           |
| 32   | Bakumba                                   | Alange                         | 2012  | 78    | Bakumba. Welcome to Peru                                          |                           |
| 33   | Achiweiba                                 | Villafranco del Guadiana       | -     | 230   | Achiweyba y la muerte de Arapaima                                 |                           |
| 34   | Moracantana                               | Badajoz                        | 2000  | 148   | Moracantana Team Super Bowl                                       | 8.º accésit               |
| 35   | Los Makumbas                              | Barcarrota                     | 2009  | 95    | Perdidos en la galaxia                                            | 9.º accésit               |
| 36   | La Bullanguera                            | Badajoz                        | 1987  | 80    | Celta, el poder de los dioses                                     |                           |
| 37   | Tarakanova                                | Olivenza                       | 2015  | 55    | Tarakanova es otra movida                                         |                           |
| 38   | Aquelarre                                 | Aceuchal                       | 2017  | 80    | Aquelarre                                                         |                           |
| 39   | Los Pirulfos                              | Barbaño                        | 2007  | 205   | Vampiros                                                          | 4.º premio                |
| 40   | Cambalada                                 | Badajoz                        | 1991  | 107   | Cambalada. Que comience el espectáculo                            | 3.er accésit (compartido) |
| 41   | Achikitú                                  | Don Benito                     | 2010  | 60    | La comparsa más mala del mundo                                    |                           |
| 42   | Caribe                                    | Badajoz                        | 1981  | 120   | One love... Caribe                                                |                           |
| 43   | Vaivén                                    | Badajoz                        | 1988  | 140   | Nadur, el vigía                                                   | 5.º premio                |
| 44   | Balumba                                   | Badajoz                        | 2002  | 80    | Balumba pinta el carnaval15                                       | 10.º accésit              |
| 45   | Yuyubas                                   | Badajoz                        | 1988  | 65    | Yuyubas va de cuento                                              |                           |
| 46   | Saqqora                                   | La Garrovilla                  | 2013  | 90    | Quinta yarda                                                      | 13 accésit                |
| 47   | Los Caprichosos                           | Quintana de la Serena          | -     | 50    | Fantasía colonial                                                 |                           |
| 48   | Batala Badajoz                            | Badajoz                        | 2014  | 44    | Batala Badajoz                                                    |                           |
| 49   | Los SuperKK                               | Badajoz                        | -     | 35    | Los SUPERtutunKKjamón y Jamón Rá en busca de la Montanera Perdida |                           |
| 50   | Riau-riau                                 | Badajoz                        | 1997  | 40    | 20 años contigo                                                   |                           |

| Pos. | Grupos menores                        | Pers. | Clas.       |
| ---- | ------------------------------------- | ----- | ----------- |
| 1    | Dekefuistis                           | 26    | 2.º premio  |
| 2    | Baluarte suda la gota gorda           | 30    |             |
| 3    | El patio de mi casa                   | 79    | 2.º premio  |
| 4    | C. Juventud U.V.A.                    | 40    | 4.º premio  |
| 5    | Camalotes del Guadiana                | 34    |             |
| 6    | Los lokitos                           | 35    | 1.er premio |
| 7    | Los chirigallos (R)evolucionan        | -     | 3.er premio |
| 8    | Estaribe                              | 15    |             |
| 9    | Power Rangers uralita                 | 36    | 4.º premio  |
| 10   | Los indecisos                         | 35    |             |
| 11   | Érase una vez los salchipapas         | 12    |             |
| 12   | Los del barrio                        | 21    |             |
| 13   | Los magos del perfume de Down Badajoz | 40    |             |

| Pos. | Artefactos                                   | Clas.       |
| ---- | -------------------------------------------- | ----------- |
| 1    | Aprisa y corriendo (Superfashion megaguay)   |             |
| 2    | La caidita                                   |             |
| 3    | El jartamión va despacio (Pa4días)           |             |
| 4    | El vehículo del jefe de la brigada           |             |
| 5    | Ad-Libitum                                   |             |
| 6    | Espanta - móvil - Cablex                     |             |
| 7    | Los Loleros                                  | 3.er premio |
| 8    | Saloon Mascachapas                           | 2.º premio  |
| 9    | El Carpaso                                   |             |
| 10   | La Batiera                                   |             |
| 11   | "Waltrapas" ¡¡¡Atrápalos a todos!!!          |             |
| 12   | Stan Xin By                                  |             |
| 13   | Ke ratito más agradable con glamour          |             |
| 14   | Los mamarrachos                              |             |
| 15   | Juntos y revueltos                           |             |
| 16   | Goteros y tiritas                            |             |
| 17   | Ese es el espíritu                           |             |
| 18   | Le moulin colorado (Trimoto)                 | 1.er premio |
| 19   | La brigada antiardores                       |             |
| 20   | Agrupación carnavalera "Salsipuedes" Badajoz | 2.º premio  |
| 21   | El camión de la brigada                      |             |
| 22   | Deskrria2 - Dskrria2 en el tiempo            |             |
| 23   | Esto está ganao                              |             |

| Predecesor: Carnaval de Badajoz 2016 | Carnaval de Badajoz 2018 | Sucesor: Carnaval de Badajoz 2018 |